# 초록반지꼬리주머니쥐속
초록반지꼬리주머니쥐속(Pseudochirops)은 쿠스쿠스과에 속하는 유대류 속의 하나이다. 초록반지꼬리주머니쥐아과(Pseudochiropinae)의 유일속이다.

## 하위 종
5종으로 이루어져 있다.
- 달베르티반지꼬리주머니쥐 (P. albertisii)
- 초록반지꼬리주머니쥐 (P. archeri)
- 황금반지꼬리주머니쥐 (P. corinnae)
- 은둔반지꼬리주머니쥐 (P. coronatus)
- 구릿빛반지꼬리주머니쥐 (P. cupreus)